# Reflejo osteotendinoso

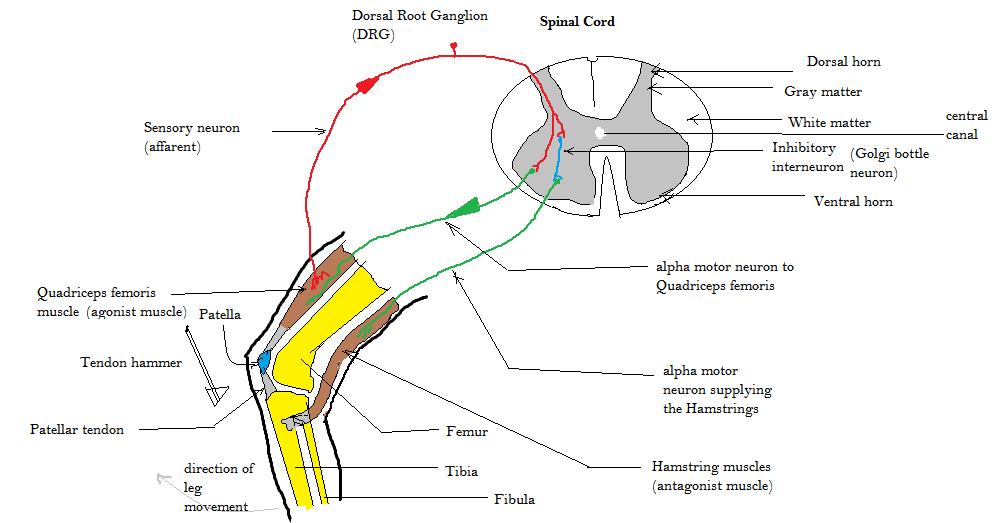
El reflejo rotuliano es un ejemplo de reflejo osteotendinoso.

El término reflejo osteotendinoso se usa para referirse específicamente a reflejos que se obtienen al golpear un tendón, como el reflejo rotuliano o el aquileo.
Los términos reflejo miotático y reflejo de estiramiento se usan para describir la contracción automática de un músculo en respuesta a su estiramiento. Es una respuesta del músculo para protegerse de un estiramiento excesivo, involucrando receptores específicos llamados husos musculares. 
El término reflejo monosináptico describe un tipo de reflejo que tiene solo una sinapsis entre la neurona sensorial y la neurona motora en el arco reflejo. El reflejo miotático es monosináptico, pero no todos los reflejos monosinápticos son de estiramiento.
Todos estos términos están relacionados pero se aplican en contextos ligeramente distintos para enfatizar diferentes aspectos del mismo fenómeno fisiológico.
El reflejo miotático es un reflejo medular y consta, como todo mecanismo reflejo, de:
- Receptor: que va a captar el estímulo, en este caso el estiramiento del huso neuromuscular (y por ende del músculo) a través de las fibras intrafusales (fibras en bolsa y en cadena).
- Vías aferentes, constituidas por los axones de las neuronas sensitivas ubicadas en los ganglios raquídeos, que inervan al huso y se denominan terminaciones primarias (fibras de tipo I) y secundarias (fibras de tipo II).
- Centro nervioso: ubicado en la médula espinal y compuesto por una neurona sensitiva y una motoneurona a nivel de C6.
- Vías eferentes: constituidas por los axones de las motoneuronas.
- Función: de protección ante estiramientos excesivos, y además sirve como base del tono muscular y de todo acto motor.

## Funcionamiento
El receptor (huso neuromuscular) detecta el estiramiento del músculo, envía una señal aferente a través de las terminaciones primarias (los axones de neuronas sensitivas ubicadas en el asta posterior de la médula en los ganglios raquídeos) produciéndose 3 sinapsis:
- De las terminaciones primarias con la motoneurona alfa del músculo agonista, produciendo que este se contraiga, ya que inerva a las fibras extrafusales del huso neuromuscular.
- De la neurona sensitiva con la neurona intercalar
- De la interneurona con la motoneurona alfa inhibidora del músculo antagonista para que se relaje y permita la contracción del agonista.

Por otro lado, en caso de que sea muy excesivo el estiramiento hará sinapsis con la motoneurona gamma para que se contraigan también las fibras intrafusales del huso neuromuscular.

## Exploración de los reflejos osteotendinosos
Su estudio es una de las áreas más importantes de la semiología clínica, porque, en caso de lesión de la médula espinal, permite localizar el daño con mucha precisión. Es una prueba diagnóstica simple, rápida de efectuar y no invasiva, basada en el examen físico.[cita requerida]
El examen de los reflejos osteotendinosos debe hacerse siempre en ambos lados del cuerpo, para comparar la respuesta neurológica, si es simétrica o no. En caso de ser asimétrica, probablemente está indicando lesión neurológica. Corresponde entonces estudiar dónde se encuentra la lesión; si en la vía aferente o vía sensitiva, el centro procesador del reflejo, la vía eferente o motora o el músculo efector.[cita requerida]

### Técnica de exploración
Para poner de relieve los reflejos osteotendinosos, la persona explorada debe estar en completa relajación muscular. A veces esta relajación es difícil de obtener en algunos pacientes, y el médico puede entonces:
- Utilizar la maniobra de Jendrassik, que consiste en pedir al paciente que efectúe una contracción muscular activa en un territorio a distancia (aumento de tonicidad gamma), por ejemplo, que el paciente efectúe una fuerte tracción sobre sus manos en la búsqueda del reflejo del tendón rotuliano.
- Desviar la atención del paciente.

Una vez obtenida la relajación muscular, una percusión brusca sobre el tendón muscular con un martillo de reflejos implica, en el miembro sano, una única contracción del músculo correspondiente.

### Tendones a explorar
Los reflejos osteotendinosos según el tendón explorado son:
- Bicipital: se investiga sobre la cara interna del codo, a nivel del tendón del bíceps en su inserción distal en el antebrazo o flexura del codo percutiendo sobre el dedo pulgar colocado encima de dicha inserción. Este reflejo sobrepone en evidencia la raíz C5 y C6 del raquis cervical y produce la flexión del antebrazo sobre el brazo.
- Tricipital: se busca dejando colgar el antebrazo y percutiendo el tendón del tríceps situado sobre el codo, en el olecranón. Este reflejo pone en juego las raíces C6, C7 y C8.
- Estilo-radial: percutir la apófisis estilo- radial, dejando el antebrazo doblado y relajado. Este reflejo pasa por las raíces C6, C7 y C8.
- Cúbito-pronador: se percute la estiloides cubital, en posición antebrazo medio doblado y en ligera supinación, lo que implica la pronación de la mano: raíces C6, C7 y C8.
- Rotuliano: con la rodilla flexionada y la musculatura del muslo relajada, la percusión del tendón rotuliano produce la extensión de la pierna por contracción del cuádriceps. Este reflejo está provocado por las raíces L2, L3 y L4.
- Aquiles o aquíleo: Se busca percutiendo el tendón de Aquiles, estando el paciente por ejemplo arrodillado sobre la camilla de exploración y con los pies colgando fuera de la camilla. Se explora así la raíz S1, que provoca la contracción del músculo tríceps sural, que produce la extensión plantar del pie.

### Resultado
Por el estudio de los distintos reflejos se pretende diagnosticar la integridad de las fibras nerviosas correspondientes. Se pueden detectar tres tipos de respuestas anormales en la búsqueda de un reflejo:[cita requerida]
- La ausencia de respuesta.
- Reflejo pendular: la respuesta a la percusión es normal pero, a raíz de la contracción cuando el miembro reanuda su posición de descanso, el músculo se contrae de nuevo varias veces y se crean pequeñas oscilaciones en torno a esta posición de descanso.
- Una respuesta exagerada (intensidad demasiado grande de la respuesta, contracción difundida a los otros músculos o también una zona que reacciona al reflejo demasiado grande). En el examen, es importante también tener en cuenta si está presente la asimetría de los reflejos.

### Ejemplo de la importancia de su estudio
Un ejemplo de la aplicación del estudio de los reflejos osteotendinosos:[cita requerida]
Una lesión segmentaria medular puede dar reflejos normales por encima de ella, reflejos abolidos en el nivel correspondiente y exaltación de ellos por debajo del nivel medular afectado.
Ejemplo: Si el paciente presenta un tumor que comprima la médula en el segmento T8, al examen físico se encuentran reflejos normales en los miembros superiores y en la cabeza (segmentos sanos hasta C7), abolición específica de los músculos cutáneos abdominales superiores (zona T8 dañada) y expresión excesiva de los reflejos mediopubianos, rotulianos y aquilianos (por liberación de la vía piramidal).